# Craniostenosi
La craniostenosi o craniosinostosi è una malformazione della struttura cranica che consiste nella fusione precoce di una o più suture craniche del neonato. Ciò determina uno sviluppo anomalo del cranio e del cervello e può causare, a seconda della stenosi e della sutura cranica coinvolta, deformità craniche, asimmetrie nello sviluppo facciale o ritardo mentale.

## Cause
Le cause determinanti la craniostenosi sono la nascita prematura del neonato con gestazione inferiore alla trentasettesima settimana, il peso del neonato alla nascita inferiore a 2500 grammi, una gravidanza multipla o la nascita del feto postmaturo. Altre cause riscontrate possono essere l'ipertiroidismo, il rachitismo, la mucopolisaccaridosi, la talassemia, l'anemia falciforme, o la microcefalia; inoltre, alcune sostanze possono determinare l'insorgere della malformazione, quali la idantoina od i retinoidi. Anche la iatrogenesi è considerata una causa della craniostenosi.
Alcune decine di alterazioni cromosomiche, che avvengono durante la gravidanza, causano l'insorgere della craniostenosi. Ulteriori alterazioni sono ritenute la causa delle cosiddette craniostenosi sindromiche. Nel 20% delle craniostenosi la causa è riscontrata nella mutazione di uno dei geni codificatori per uno dei tre fattori di crescita dei fibroblasti (FGFR1, FGFR2, FGFR3), mentre il gene TWIST è talvolta presente nei pazienti affetti dalla sindrome di Saethre-Chotzen.

## Tipi di malformazione
La malformazione può coinvolgere una o più suture craniche, dando luogo a differenti patologie; quando la craniostenosi è a carico di più di una sutura cranica, il rischio dell'insorgere di ritardo mentale aumenta.

### Craniostenosi primarie
Le craniostenosi primarie (anche dette semplici) sono le più frequenti; comprendono deformazioni quali la scafocefalia, la plagiocefalia e la trigonocefalia, dette forme monosuturali, e la brachicefalia e la oxicefalia, dette forme plurisuturali.
- La scafocefalia, frequente nei parti gemellari, consiste nella stenia della sutura sagittale. Ciò causa l'allungamento del cranio del neonato ed il restringimento della regione parietale.[4]
- La plagiocefalia consiste nella stenia della sutura coronale. Ciò causa un'assimetria cranio-facciale e l'appiattimento della fronte, talvolta associato ad una deviazione nasale.[4]
- La trigonocefalia consiste nella stenia della sutura metopica. Ciò causa un forte restringimento del viso associato ad ipertelorismo. È riconoscibile per via di alcuni segni clinici, quali sinofria, radice del naso larga, prominenza delle arcate orbitali.[4]
- La brachicefalia consiste nella stenia di entrambe le suture coronali.[3]
- La oxicefalia, turricefalia o acrocefalia consiste nella stenia di più suture craniche.[3]

### Craniostenosi sindromiche
Le craniostenosi sindromiche (anche dette complesse) comprendono la sindrome di Apert, la sindrome di Crouzon, la sindrome di Pfeiffer e la sindrome di Saethre-Chotzen.
- La sindrome di Apert presenta una craniostenosi bicoronale ed è associata ad un rischio d'ipertensione cranica piuttosto elevato. Alla nascita i segni clinici sono: fronte curva con bozze frontali, volto piatto, radice del naso schiacciata, sindattilia alle dita delle mani e piedi, fontanella larga/ritardo chiusura, strabismo, palato stretto, anomalie della trachea, pollice e alluce bifido, ritardo mentale e psicomotorio, e talvolta epilessia.[4]
- La sindrome di Crouzon è associata a segni clinici quali: l'ipertelorismo, i denti malposizionati, l'esoftalmo, le arcate sopraorbitali piatte, lo strabismo, la retrognazia, le labbra prominenti, il palato stretto e l'ipoplasia mascellare.[4]
- La sindrome di Pfeiffer si presenta in tre varianti. Generalmente nella prima il neonato presenta ipoplasia della parte media del volto ed anomalie a mani e piedi; questa variante non determina ritardo mentale. Nella seconda, il cranio assume una forma a trifoglio e sono presenti protposi, deformità a mani e piedi, complicanze neurologiche e sviluppo tardivo. Nella terza variante può essere riscontrata una sovrapposizione dei due tipi precedentemente descritti. I segni clinici sono: zigomi piatti, ptosi, pollice bifido, fronte alta, ipertelorismo, radice del naso larga, mani corte, sinidattilia dita mani e piedi, simfalangia delle dita, palato stretto, collo corto.[4]
- La sindrome di Saethre-Chotzen presenta una craniostenosi di tipo coronale. I segni clinici sono: fronte alta, ipertelorismo, ptosi, sinidattilia delle dita dei piedi, fontanella larga/ritardo di chiusura, strabismo, palato stretto, denti malposizionati, mani e piedi corti.[4] È stato riscontrato inoltre che il gene TWIST è in molti casi coinvolto nella sindrome.[2]

## Diagnosi
La presenza di asimmetrie nella struttura cranica sono spesso indicative di una craniostenosi. Talvolta la diagnosi può essere resa più difficoltosa a causa di tre diverse craniostenosi, ovvero quella della sutura sagittale, quella della sutura coronale e quella della sutura metopica. È importante per il pediatra essere a conoscenza di eventuali alterazioni craniche o sindromiche nella storia della famiglia del bambino e verificare che il bimbo non presenti malformazioni anche ad altri apparati od organi. Qualora si sospetti fortemente una craniostenosi è necessario eseguire una TAC associata ad un esame radiologico del cranio. Nei casi in cui siano riscontrati un posizionamento anomalo del capo ed una sinidattilia delle dita di mani e piedi è necessario optare per una diagnosi differenziale.

## Terapia
La terapia consiste in un intervento chirurgico atto a correggere e rimodellare la struttura cranica. È importante che l'intervento venga eseguito entro il primo anno di vita del bambino, fra i quattro e gli otto mesi, onde poter utilizzare la capacità plastica della crescita cerebrale e la rigenerazione ossea interna della dura madre; inoltre, l'intervento precoce consente di ridurre il rischio di traumi cranici. Mentre nei casi di craniostenosi primaria è necessario un solo intervento, nelle craniostenosi sindromiche è necessaria una successione di più interventi chirurgici.
L'intervento chirurgico consiste in un'osteotomia fronto-parieto-occipito-temporale bilaterale che consente l'asportazione della sutura chiusa. Ciò consente di ampliare gli spazi suturali, incrementando il diametro biparietale e normalizzando le curvature craniche. Laddove necessario, è anche possibile rimodellare la volta cranica e le regioni occipitali e frontali. I risultati sono ottimi sia sotto il profilo estetico che sotto quello funzionale, specialmente nei casi di craniostenosi sagittale.
I rischi legati alla terapia sono, oltre a quelli comuni legati all'uso di anestetici, l'insorgere di emorragie, l'embolia polmonare, eventuali infezioni e la perdita di liquido cefalorachidiano.